# János Kollár
János Kollár (Budapeste, 7 de junho de 1956) é um matemático húngaro. É especialista em geometria algébrica.